# Zona de Wadati–Benioff
Uma zona de subducção, região de subducção, zona de Benioff-Wadati é uma área onde se destrói continuamente a terra, área de convergência de placas tectónicas, na qual uma das placas desliza para debaixo da outra, num processo designado por subducção. As zonas de subducção são áreas em que o alastramento oceânico iniciado dos rifts encontra compensação, isto é, onde as placas desaparecem. Este movimento descendente provoca a fusão parcial do manto subjacente e induz vulcanismo.
As maiores zonas de subducção encontram-se no Oceano Pacífico, ao largo da costa Oeste da América do Sul e América do Norte. O Himalaia e a Cordilheira dos Andes e os seus vulcões são o maior exemplo associado às zonas de subducção.
Fossas oceânicas, como a Fossa das Marianas, são formadas por zonas de subducção.

As zonas de subducção são potenciais focos sísmicos. Os sismos de consequências mais devastadoras estão normalmente associados a este enquadramento geológico. A fricção das duas placas pode provocar a libertação repentina de enormes quantidades de energia, que resulta no terremoto.